# Monostorpályi, Hajdú-Bihar
Monostorpályi  este un sat în districtul Derecske, județul Hajdú-Bihar, Ungaria, având o populație de 2.205 locuitori (2011). 

## Demografie
Componența etnică a satului Monostorpályi
     Maghiari (99,03%)
     Alții (0,97%)
Componența confesională a satului Monostorpályi
     Reformați (43,85%)
     Fără religie (12,02%)
     Romano-catolici (9,12%)
     Greco-catolici (2,59%)
     Necunoscută (31,56%)
     Alte religii (1,5%)
Conform recensământului din 2011, satul Monostorpályi avea 2.205 locuitori. Din punct de vedere etnic, majoritatea locuitorilor (99,03%) erau maghiari. Nu există o religie majoritară, locuitorii fiind reformați (43,85%), persoane fără religie (12,02%), romano-catolici (9,12%) și greco-catolici (2,59%). Pentru 31,56% din locuitori nu este cunoscută apartenența confesională.